# Římskokatolická farnost Brandýs nad Labem
Římskokatolická farnost Brandýs nad Labem je jedno z územních společenství římských katolíků ve staroboleslavském vikariátu s farním kostelem Obrácení sv. Pavla.
https://web.archive.org/web/20150718035639/http://www.farnostbrandys.cz/

## Kostely farnosti
| Kostel                  | Místo             | Bohoslužba                        |
| ----------------------- | ----------------- | --------------------------------- |
| Obrácení sv. Pavla      | Brandýs nad Labem | čt a ne 9.00 ut, st a pá 18.00    |
| sv. Jakuba Staršího     | Zápy              | so 16.15 pouze 1. sobota v měsíci |
| sv. Floriána            | Lázně Toušeň      | ne 10.35                          |
| sv. Rozálie             | Brandýs nad Labem |                                   |
| sv. Bartoloměje         | Dřevčice          |                                   |
| sv. Vojtěcha            | Sluhy             | so 16.15 pouze 3. neděle v měsíci |
| sv. Michaela archanděla | Mratín            | příležitostně                     |
| sv. Prokopa             | Svémyslice        | ne 14.30                          |

Farnost zajišťuje mše poslední čtvrtek v 14.00 v domově seniorů v Jenštejně.

## Duchovní
- Jan Matouš - děkan (1900-1918), vikář - vikariát Brandýs nad Labem
- Ervín Cyrus - děkan (1.5.1932 - 31.8.1960)
- Ladislav Petrásek - II.kaplan (1.8.1945 - 1948/50)
- Vojtěch Klouda - I.kaplan (1.2.1946 - po 1948)
- František Sedlák - II.kaplan (1.7.1950 - 28.2.1951)
- Jiří Mošna - kaplan (1.8.1952 - 31.7.1954
- Lukáš Maria Alois Mikulčík OP - kaplan (1.8.1954 - 31.8.1969)
- Václav Hák - administrátor (1.9.1960 - 14.11.1969)
- Karel Lobkowicz - administrátor (15.11.1969 - 30.11.1973)
- Richard Scheuch - kaplan (15.10.1969 - 30.6.1971)
- Jaroslav Staněk - kaplan (15.7.1971 - 18.5.1973)
- Jaroslav Zbořil, farář (1.12.1973 – 15.9.1996) zavražděn 15. září 1996 ve věku 66 let[1]
- kaplan Karel Sommer - kaplan (15.12.1973 - 1986/88)
- před 1980 výpomocný duchovní - Jan Maria Dienstpier Sch.P. - po 1980
- Milan Martinásek - exc. (4.11.1996 - 14.11.1997)
- Petr Maria Brichcín - in materialibus (1.6.1997 - 30.6.2001)
- Milan Martinásek - exc. in spiritualibus (15.11.1997 - 21.7.1999)
- Jan Kotas - exc. in spiritualibus (1.11.1999 - 30.6.2001)
- Michal Procházka - administrátor (1.7.2001 - 30.6.2009)
- Jan Houkal - farář (1.7.2009 - 31.8.2015)
- Josef Hurt - administrátor (1.9.2015 - )

farnost Svemyslice - připojená k farnosti Brandýs nad Labem 31.12.2005
Rudolf Dörner - farář (15.6.1949
Zvonko Šurmin - administrátor in spiritualibus (1.9.1947 - 1952)
Cyrus Ervín - adm. exc. (1.8.1952 - 31.7.1954)
Mikulčík Lukáš Maria - adm. exc. (1.8.1954 - 31.8.1969)
Scheuch Richard - adm. exc. (15.10.1969 - 30.6.1971)
Staněk Jaroslav - adm. exc. (15.7.1971 - 13.8.1973)
Scheuch Richard - adm. exc. (1.12.1973 - 30.6.1976)
Kroupa Karel - adm. exc. (1.7.1976 - 14.5.1992)
Šubrt Karel - adm. exc. (15.5.1992 - 30.9.1994)
Šesták Karel - adm. exc. (1.10.1994 - 30,.6.2001)
Procházka Michal - adm.exc. (1.7.2001 - 31.12.2005)